# Vicovu de Sus
Vicovu de Sus là một thị xã thuộc hạt Suceava, România. Dân số thời điểm năm 2002 là 14161 người.